# Gayarre (película de 1959)
Gayarre es una película española dirigida por Domingo Viladomat.

## Argumento
Se trata de un biopic que narra la vida del famoso tenor decimonónico Julián Gayarre.

## Comentarios
El tenor Alfredo Kraus da vida al tenor, al igual que hiciere en 1986 José Carreras en la película Romanza final (Gayarre).

## Premios
- 1959: Premio especial a cantantes líricos del Círculo de Escritores Cinematográficos a Alfredo Kraus.[1]